# Joanna Newsom
Joanna Newsom (Nevada City, California; 18 de enero de 1982) es una cantautora, arpista y actriz estadounidense. 
Newsom ha sido destacada por los críticos por la profundidad lírica y poética de sus letras, así como su estilo musical único y distintivo, a veces caracterizado como folk y folk progresivo influenciado por artistas pop como Kate Bush y Björk y por su uso de la instrumentación del arpa y los instrumentos de orquesta. Como actriz, Newsom ha tenido papeles en la serie de televisión Portlandia y en la película dirigida por Paul Thomas Anderson Inherent Vice del 2014.

## Carrera
Comenzó a tocar el arpa a los 7 años de edad. Estudió música y escritura creativa en el Mills College. También toca el piano y el clavicordio.
Después de una gira con Will Oldham firmó rápidamente con el sello Drag City y lanzó su álbum debut The Milk-Eyed Mender en 2004. Poco después, Newsom hizo una gira junto a Devendra Banhart y Vetiver (Wikipedia ENG). 
El trabajo de Joanna Newsom se ha vuelto prominente en la escena del rock indie norteamericano, en parte debido a un número de shows en vivo y apariciones en el programa The Jimmy Kimmel Show de la ABC. 
Su segundo álbum Ys fue lanzado en noviembre de 2006 e incorpora orquestaciones y arreglos de Van Dyke Parks, producción de Steve Albini, y mezclado por su compañero en Drag City Jim O'Rourke.
Su tercer álbum Have One On Me fue lanzado en 2010 y se trata de un triple álbum con 18 canciones y un total de más de 2 horas de duración.Fue producido por ella misma, mezclado por sus colaboradores Jim O'Rourke y Noah Georgeson y arreglos de Ryan Francesconi.
En el año 2014 actuó en la película Inherent Vice, realizando un papel secundario.
Su último álbum a la fecha, Divers, fue anunciado el 10 de agosto de 2015 con el sencillo digital "Sapokanikan" y un video musical dirigido por Paul Thomas Anderson. La portada del álbum es obra del artista Kim Keever. Finalmente, fue lanzado el 23 de octubre de 2015. El álbum, con 51:52 de duración, fue producido por Newsom y Noah Georgeson y sus canciones pertenecen al género de chamber pop e indie folk.
Tras ocho años sin nueva música y tres años sin shows en vivo, Newsom hizo de telonera sorpresa en un concierto de Fleet Foxes en Los Ángeles en marzo de 2023. Allí presentó en vivo cinco canciones nuevas: 'Bombs Are Whistling’, ‘Marie at the Mill’, ‘Little Hand’, ‘The Air Again’ y ‘No Wonder’. En 2024 la cantante anunció que volvería a los escenarios y realizaría varios conciertos en Los Ángeles.

## Colaboraciones
Paralelamente al desarrollo de su material solista, ella ha aparecido en grabaciones de Smog, Vetiver, Nervous Cop, Vashti Bunyan and Golden Shoulders así como también ha tocado el teclado para The Pleased.
Durante un viaje, Bill Callahan le recomendó que escuchara el álbum Song Cycle de Van Dyke Parks. Esto motivó que Parks fuera elegido para realizar los arreglos de su segundo trabajo Ys.

## Estilo

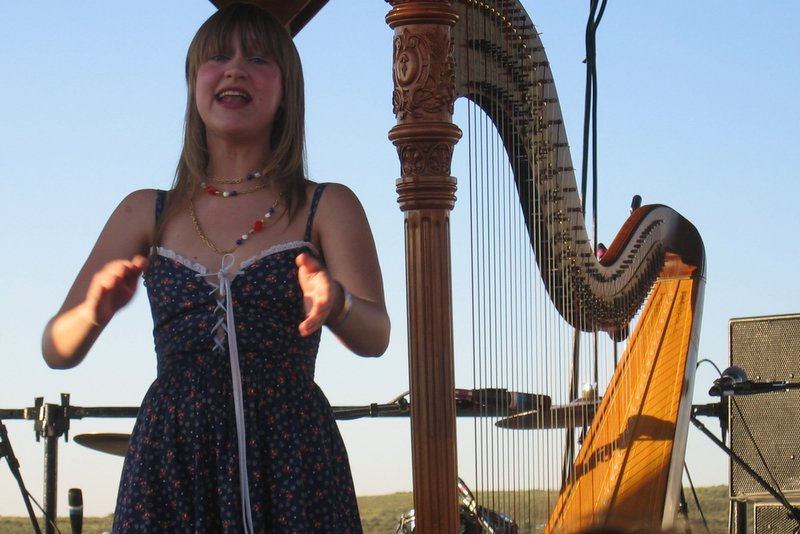
Joanna Newsom cantando a capela en el Festival Musical Sasquatch.

Aunque su forma de tocar el arpa no está totalmente distanciada de las formas convencionales, ella considera que su estilo es diferente de los arpistas orientados a la música clásica.
Joanna Newsom es uno de los miembros más prominentes del movimiento psych folk, aunque ella no reconoce ataduras con ninguna escena musical en particular. Su forma de escribir canciones incorpora elementos de estilos sumamente diversos.
Muchos se sorprenden de la inusual voz de Newsom, que posee rasgos folk y de la música de los Apalaches en la altura y el fraseo. También ha sido interpretada como infantil.

## Vida personal
Nació y se crio en la ciudad de Nevada City, en California. Sus padres son doctores y tiene dos hermanos: Emily, a quien dedica la canción del mismo nombre del disco Ys, y Pete. En el 2013, y luego de haber estado saliendo por cinco años, se casó con el famoso comediante Andy Samberg. 
En marzo de 2014, Newsom y Samberg adquirieron la finca Moorcrest en Beachwood Canyon.

## Discografía

### Álbumes de estudio
- The Milk-Eyed Mender (Drag City, 2004)
- Ys (Drag City, 2006) UK #41[7]
- Have One On Me (Drag City, 2010)[8] US #75, UK #28
- Divers (Drag City, 2015)

### EP
- Walnut Whales (independiente, 2002)

1. Erin (03:38)
2. Cassiopeia (04:00)
3. Peach, Plum, Pear (03:27)
4. Clam Crab Cockle Cowrie (03:52)
5. Flying A Kite (06:34)
6. The Fray (03:22)
7. En Gallop! (06:26)
8. The Book Of Right-On

- Yarn and Glue (independiente, 2003)

1. Sprout and the Bean (04:36)
2. This Side Of The Blue (05:17)
3. Yarn And Glue (01:55)
4. What We Have Known (06:05)
5. Bridges And Balloons (03:14)

- Joanna Newsom and the Ys Street Band Drag City, 2007

1. Colleen (6:41)
2. Clam, Crab, Cockle, Cowrie (4:02)
3. Cosmia (13:23)

### Sencillos
- Sprout and the Bean (Drag City, 2004)

1. Sprout and the Bean (04:42)
2. What We Have Known (06:08)

### Bandas, colaboraciones y apariciones como invitada
- Golden Shoulders Let My Burden Be (Doppler, 2002)
- The Pleased One Piece From The Middle (independiente, 2002)
- The Pleased Don't Make Things (Big Wheel Recreation, 2003)
- Nervous Cop Nervous Cop (5 Rue Christine, 2003)
- Vetiver Vetiver (Dicristina Stair, 2004)
- Smog A River Ain't Too Much To Love (Drag City, 2005)
- Vashti Bunyan Lookaftering (FatCat, 2005)
- Bridges and balloons (OST Dedication, 2007)
- Comercial Mtv Latino (The Book of Right On, 2008)

## Filmografía
| Año  | Título                             | Papel                         | Notas                              | Ref.   |
| ---- | ---------------------------------- | ----------------------------- | ---------------------------------- | ------ |
| 2006 | Hot Shots Tennis                   | Anna                          | Voz (versión en inglés)            | [ 9 ]  |
| 2008 | The Sky Crawlers                   |                               | Voz (versión en inglés)            | [ 10 ] |
| 2009 | MGMT - Kids                        | Madre                         | Video musical                      |        |
| 2012 | Portlandia                         | Harpist                       | 1 episodio                         | [ 10 ] |
| 2014 | Inherent Vice                      | Sortilège                     |                                    | [ 10 ] |
| 2016 | Popstar: Never Stop Never Stopping | Doctora                       |                                    | [ 11 ] |
| 2021 | Brooklyn Nine Nine                 | Caroline Saint-Jacques Renard | Episodio: “The Last Day - Parte 2” |        |